# Saison 2015 de l'équipe cycliste Europcar

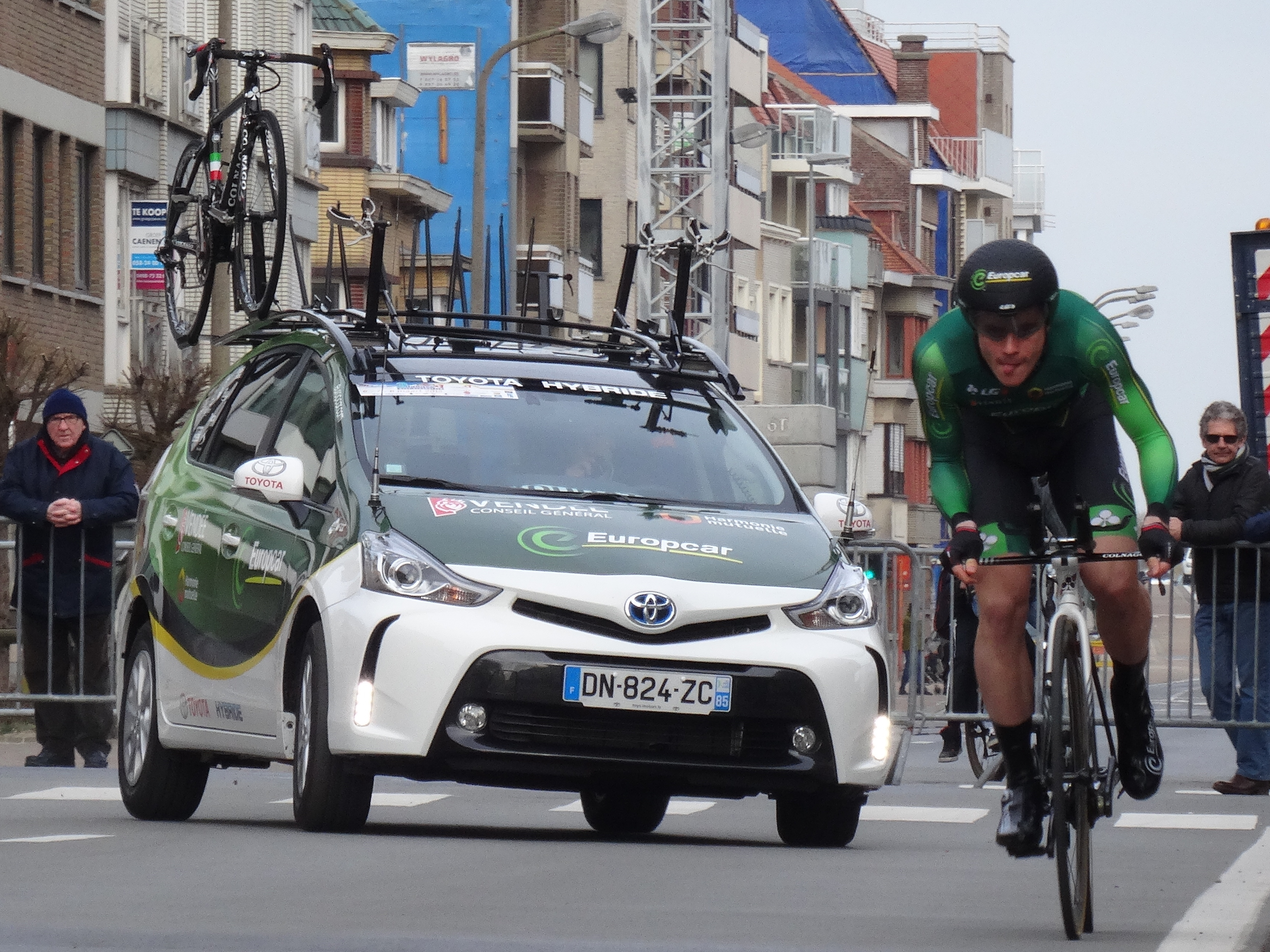
Thomas Boudat lors du contre-la-montre individuel du prologue des Trois jours de Flandre-Occidentale 2015 à Middelkerke.

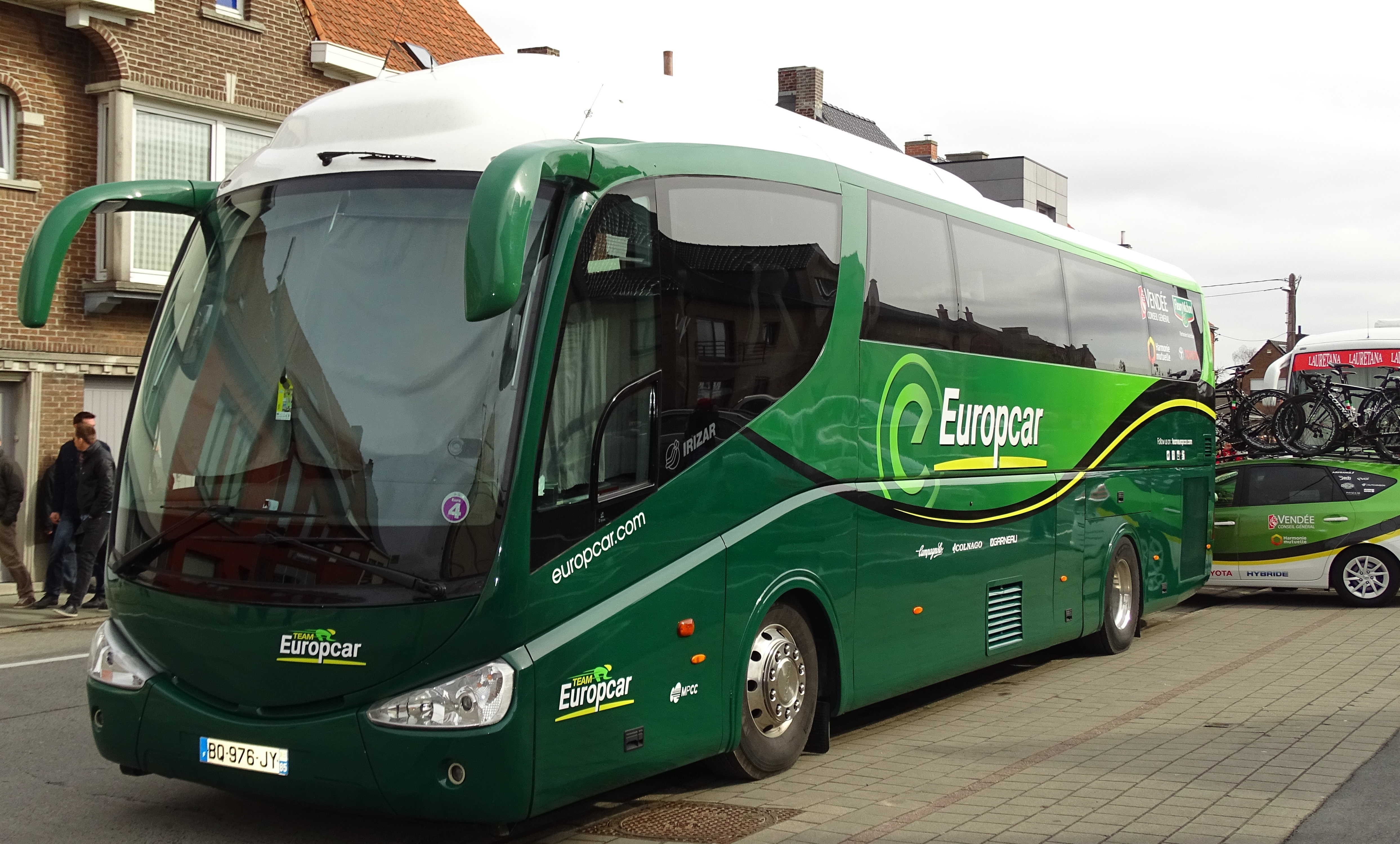
Le bus secondaire de l'équipe lors du Grand Prix E3 2015.

La saison 2015 de l'équipe cycliste Europcar est la seizième de cette équipe, lancée en 2000 et dirigée par Jean-René Bernaudeau. En tant qu'équipe continentale professionnelle, l'équipe peut participer aux compétitions des circuits continentaux du Challenge de Majorque en janvier jusqu'au Tour d'Aegean en novembre. Parallèlement au Continental Tour, l'équipe Europcar peut-être invitée sur certaines épreuves de l'UCI ProTour.

## Préparation de la saison 2015

### Arrivées et départs
| Arrivées           | Équipe 2014 |
| ------------------ | ----------- |
| Thomas Boudat      | Vendée U    |
| Julien Morice      | Vendée U    |
| Guillaume Thévenot | Vendée U    |

| Départs          | Équipe 2015   |
| ---------------- | ------------- |
| Natnael Berhane  | MTN-Qhubeka   |
| Christophe Kern  | retraite      |
| Davide Malacarne | Astana        |
| Kévin Réza       | FDJ           |
| Björn Thurau     | Bora-Argon 18 |

## Coureurs et encadrement technique

### Effectif
Effectif de l'équipe :
| Effectif 2015                              | Effectif 2015     | Effectif 2015       | Effectif 2015                    |
| Cycliste                                   | Date de naissance | Pays                | Équipe précédente                |
| ------------------------------------------ | ----------------- | ------------------- | -------------------------------- |
| Yukiya Arashiro                            | 22 septembre 1984 | Japon               | Meitan Hompo-GDR (2008)          |
| Giovanni Bernaudeau                        | 25 août 1983      | France              | Vendée U-Pays de la Loire (2004) |
| Thomas Boudat                              | 24 février 1994   | France              | Vendée U (2014)                  |
| Bryan Coquard                              | 25 avril 1992     | France              | Vendée U (2012)                  |
| Jérôme Cousin                              | 5 juin 1989       | France              | Vendée U (2010)                  |
| Dan Craven                                 | 1 février 1983    | Namibie             | Bike Aid-Ride for help (2014)    |
| Antoine Duchesne                           | 12 septembre 1991 | Canada              | Bontrager (2013)                 |
| Jimmy Engoulvent                           | 7 décembre 1979   | France              | Sojasun (2013)                   |
| Cyril Gautier                              | 26 septembre 1987 | France              | Bretagne-Armor Lux (2008)        |
| Yohann Gène                                | 25 juin 1981      | France              | Vendée U-Pays de la Loire (2004) |
| Romain Guillemois                          | 28 mars 1991      | France              | Vendée U (2013)                  |
| Tony Hurel                                 | 1 novembre 1987   | France              | Vendée U (2010)                  |
| Fabrice Jeandesboz                         | 4 décembre 1984   | France              | Sojasun (2013)                   |
| Vincent Jérôme                             | 26 novembre 1984  | France              | Vendée U-Pays de la Loire (2005) |
| Morgan Lamoisson                           | 7 septembre 1988  | France              | Vendée U (2012)                  |
| Yannick Martinez                           | 4 mai 1988        | France              | La Pomme Marseille (2013)        |
| Maxime Méderel                             | 19 septembre 1980 | France              | Sojasun (2013)                   |
| Julien Morice                              | 20 juillet 1991   | France              | Vendée U (2014)                  |
| Bryan Nauleau                              | 13 mars 1988      | France              | Vendée U (2013)                  |
| Alexandre Pichot                           | 6 janvier 1983    | France              | Vendée U-Pays de la Loire (2005) |
| Perrig Quéméneur                           | 26 avril 1984     | France              | Vendée U (2007)                  |
| Pierre Rolland                             | 10 octobre 1986   | France              | Crédit Agricole (2008)           |
| Romain Sicard                              | 1 janvier 1988    | France              | Euskaltel Euskadi (2013)         |
| Guillaume Thévenot                         | 13 septembre 1993 | France              | Vendée U (2014)                  |
| Angélo Tulik                               | 2 décembre 1990   | France              | Vendée U (2011)                  |
| Thomas Voeckler                            | 22 juin 1979      | France              | Vendée U-Pays de la Loire (2000) |
| Romain Guyot (1 août–31 déc., stagiaire)   | 9 octobre 1992    | France              | Vendée U (2015)                  |
| Taruia Krainer (1 août–31 déc., stagiaire) | 1 juin 1991       | Polynésie française | Vendée U (2015)                  |
| Simon Sellier (1 août–31 déc., stagiaire)  | 4 janvier 1995    | France              | Vendée U (2015)                  |
|                                            |                   |                     |                                  |
| Source : ProCyclingStats                   |                   |                     |                                  |

## Bilan de la saison

### Victoires

#### Sur route

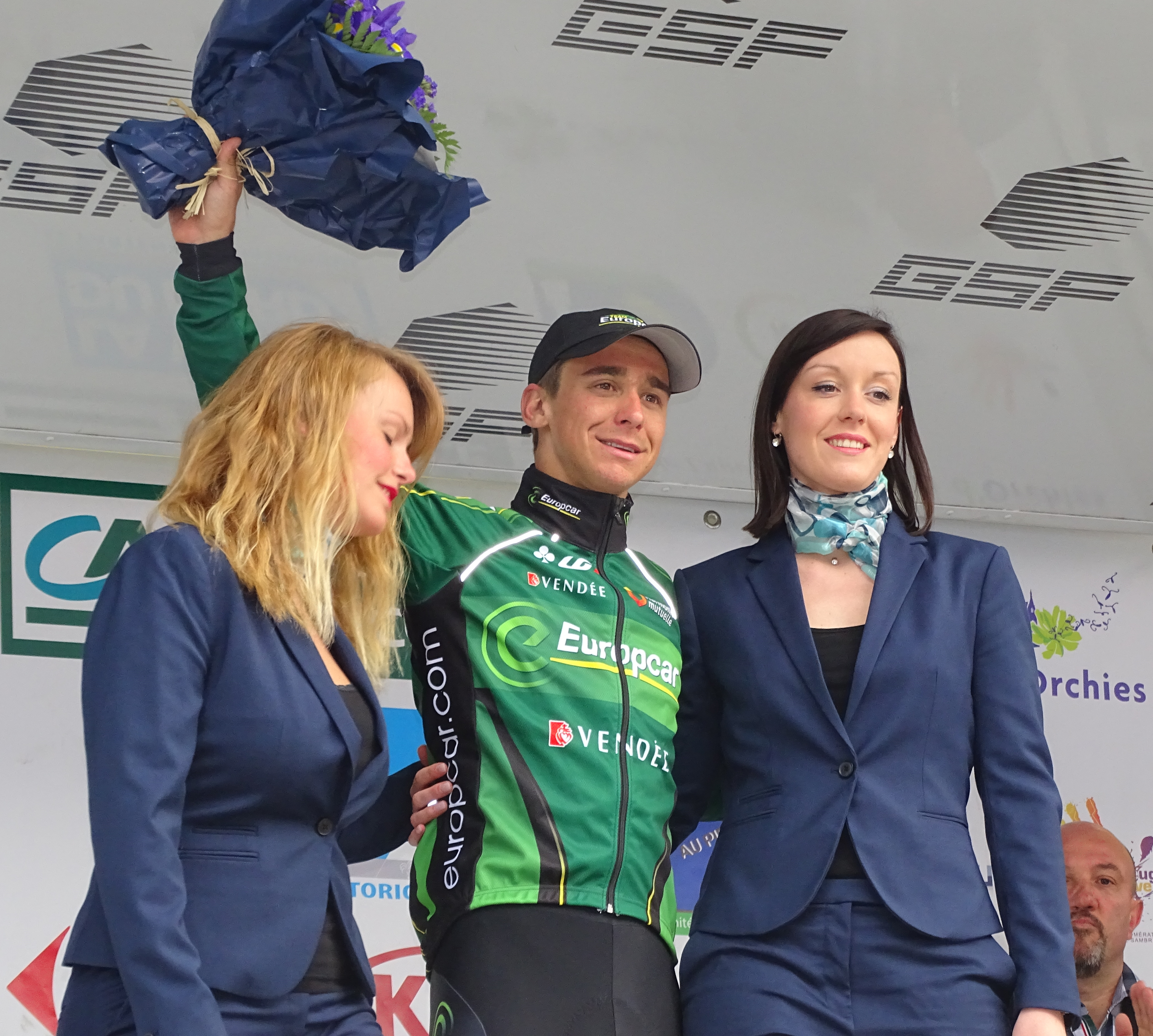
Bryan Coquard, vainqueur de la 1re étape des Quatre Jours de Dunkerque.

| Date       | Course                                         | Pays    | Classe | Vainqueur          |
| ---------- | ---------------------------------------------- | ------- | ------ | ------------------ |
| 01/02/2015 | Championnat de Namibie sur route               | Namibie | CN     | Dan Craven         |
| 06/02/2015 | 3e étape de l'Étoile de Bessèges               | France  | 2.1    | Bryan Coquard      |
| 26/03/2015 | Classica Corsica                               | France  | 1.1    | Thomas Boudat      |
| 19/04/2015 | 3e étape du Tour de Castille-et-León           | Espagne | 2.1    | Pierre Rolland     |
| 19/04/2015 | Classement général du Tour de Castille-et-León | Espagne | 2.1    | Pierre Rolland     |
| 06/05/2015 | 1re étape des Quatre Jours de Dunkerque        | France  | 2.HC   | Bryan Coquard      |
| 16/05/2015 | 3e étape du Rhône-Alpes Isère Tour             | France  | 2.2    | Fabrice Jeandesboz |
| 19/06/2015 | 2e étape de la Route du Sud                    | France  | 2.1    | Bryan Coquard      |
| 21/06/2015 | 4e étape de la Route du Sud                    | France  | 2.1    | Bryan Coquard      |

#### Sur piste

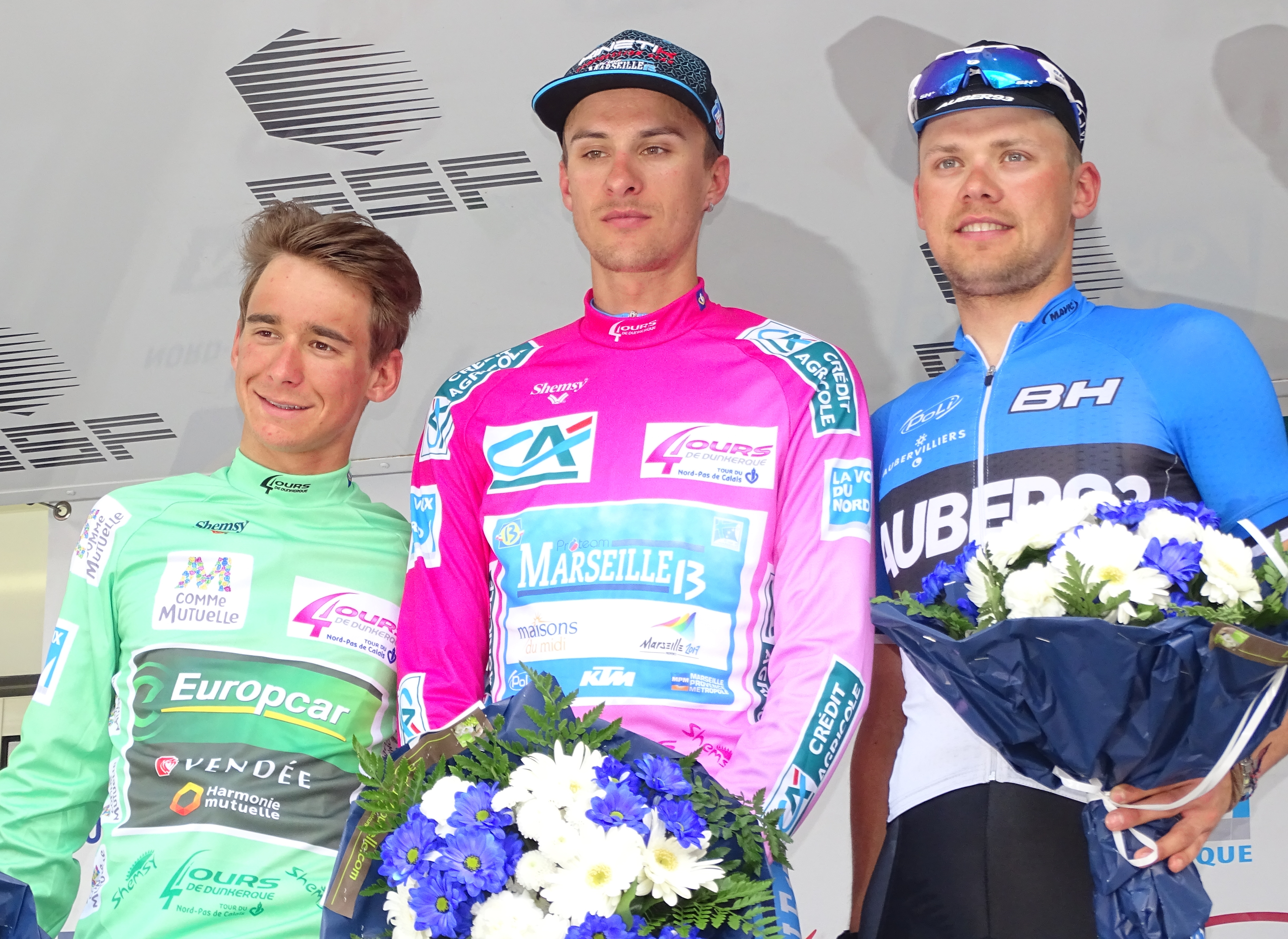
Podium de l'édition 2015 des Quatre Jours de Dunkerque : Bryan Coquard (2e), Ignatas Konovalovas (1er) et Alo Jakin (3e).

| Date       | Course                                         | Pays   | Classe | Vainqueur                     |
| ---------- | ---------------------------------------------- | ------ | ------ | ----------------------------- |
| 01/10/2015 | Championnat de France de course aux points     | France | CN     | Thomas Boudat                 |
| 01/10/2015 | Championnat de France de poursuite par équipes | France | CN     | Europcar                      |
| 02/10/2015 | Championnat de France de course à l'américaine | France | CN     | Thomas Boudat - Bryan Coquard |
| 04/10/2015 | Championnat de France de l'omnium              | France | CN     | Julien Morice                 |

### Résultats sur les courses majeures
Les tableaux suivants représentent les résultats de l'équipe dans les principales courses du calendrier international dans lesquelles l'équipe bénéficie d'une invitation. Pour chaque épreuve est indiqué le meilleur coureur de l'équipe, son classement ainsi que les accessits glanés par Europcar sur les courses de trois semaines.

#### Classiques
| Classique            | Milan-San Remo | Tour des Flandres         | Paris-Roubaix          | Liège-Bastogne-Liège  | Tour de Lombardie |
| -------------------- | -------------- | ------------------------- | ---------------------- | --------------------- | ----------------- |
| Coureur (classement) | Non invitée    | Giovanni Bernaudeau (74e) | Yannick Martinez (40e) | Thomas Voeckler (27e) | Non invitée       |

#### Grands tours
| Grand tour           | Tour d'Italie | Tour de France       | Tour d'Espagne           |
| -------------------- | ------------- | -------------------- | ------------------------ |
| Coureur (classement) | Non invitée   | Pierre Rolland (10e) | Fabrice Jeandesboz (17e) |
| Accessits            | -             | -                    | -                        |

### Classements UCI

#### UCI Africa Tour
L'équipe Europcar termine à la 5e place de l'Africa Tour avec 185,67 points. Ce total est obtenu par l'addition des points des huit meilleurs coureurs de l'équipe au classement individuel, cependant seuls quatre coureurs sont classés,.
| Rang | Coureur             | Points |
| ---- | ------------------- | ------ |
| 35   | Dan Craven          | 67,67  |
| 36   | Giovanni Bernaudeau | 62     |
| 46   | Yohann Gène         | 48     |
| 163  | Morgan Lamoisson    | 8      |

#### UCI America Tour
L'équipe Europcar termine à la 45e place de l'America Tour avec 10 points. Ce total est obtenu par l'addition des points des huit meilleurs coureurs de l'équipe au classement individuel, cependant seul un coureur est classé,.
| Rang | Coureur         | Points |
| ---- | --------------- | ------ |
| 273  | Yukiya Arashiro | 10     |